# Antonio Pérez Prado
Antonio Pérez Prado (Buenos Aires, 19 de noviembre de 1926 - 7 de septiembre de 2009) fue un médico y escritor argentino, conocido por su obra Los gallegos y Buenos Aires (1973) y su participación en el movimiento galleguista, junto a Xosé Neira Vilas, Luis Seoane, Eduardo Blanco Amor, Xosé Núñez Búa e Isaac Díaz Pardo.
Hijo de emigrantes gallegos de Begonte (Lugo, España), colaboró en Radio Nacional Argentina y fue el guionista del documental Castelao (Biografía de un ilustre gallego) (1980), del director argentino Jorge Preloran.